# Bryconamericus caucanus
Bryconamericus caucanus är en fiskart som beskrevs av Eigenmann, 1913. Bryconamericus caucanus ingår i släktet Bryconamericus och familjen Characidae. Inga underarter finns listade.